# Robbert Schilder
Robbert Schilder (Amstelveen, 18 april 1986) is een voormalig Nederlandse profvoetballer die bij voorkeur als middenvelder speelde, maar ook is gebruikt als linksback.

## Carrière
Schilder werd in de winterstop van seizoen 2005/06 aan de eerste selectie van Ajax toegevoegd. In de thuiswedstrijd tegen Willem II op 8 februari 2006 debuteerde hij voor de club. In dat seizoen bleef zijn inbreng beperkt tot vier optredens. Ajax won de KNVB beker dat jaar, maar Schilder maakte geen speelminuten in het toernooi.
Doordat de beker veroverd werd mocht Ajax het seizoen openen tegen PSV om de Johan Cruijff Schaal. Schilder begon die wedstrijd in de basis, maar werd in de rust gewisseld door Henk ten Cate. Ajax won het duel dat tevens het enige duel van Schilder voor Ajax zou zijn dat seizoen. Hij vertrok op huurbasis naar Heracles Almelo waar hij 31 competitieduels speelde en daarin eenmaal scoorde. Ook kwam hij eenmaal in actie in het bekertoernooi voor de Almeloërs en was daarin ook trefzeker.
Na de verhuur keerde Schilder in 2007 terug bij Ajax. Tot aan de winterstop speelde hij acht duels mee in de competitie en één bekerduel en was eenmaal trefzeker. In januari werd Schilder opnieuw aan Heracles verhuurd. Bij de Almeloërs speelde hij nog een elftal wedstrijden (twee doelpunten) en kwam hij ook nog twee bekerduels in actie (één doelpunt).
In seizoen 2008/09 keerde Schilder wederom terug naar Ajax, maar slaagde hij er niet in om een basisplek te veroveren. Zijn inbreng bleef beperkt tot achttien duels, waaronder een vijftal in de UEFA Cup. Schilder wist niet te scoren dat jaar en zag zijn aflopende contract niet verlengd worden.
In seizoen 2009/10 tekende Schilder een contract bij NAC Breda. Bij de Brabanders werd hij een vaste waarde. In drie seizoenen speelde Schilder 94 competitieduels voor de club en scoorde daarin twaalfmaal. Tevens kwam hij negen bekerduels in actie (één doelpunt) en speelde hij zes wedstrijden in de Europa League (geen doelpunt). Op 17 juni 2012 werd Schilder door NAC verkocht aan FC Twente. De club ontving zo'n anderhalf miljoen euro voor de overgang. Schilder tekende een contract voor vier jaar in Enschede.
Van 2016 tot 2019 speelde Schilder voor SC Cambuur. In november 2019 ging hij voor AFC spelen in de Tweede divisie.

## Clubstatistieken
| Seizoen         | Club              | Competitie      | Competitie | Competitie | Beker | Beker | Internationaal | Internationaal | Overig2 | Overig2 | Totaal | Totaal |
| Seizoen         | Club              | Competitie      | Wed.       | Dlp.       | Wed.  | Dlp.  | Wed.           | Dlp.           | Wed.    | Dlp.    | Wed.   | Dlp.   |
| --------------- | ----------------- | --------------- | ---------- | ---------- | ----- | ----- | -------------- | -------------- | ------- | ------- | ------ | ------ |
| 2005/06         | Ajax              | Eredivisie      | 4          | 0          | 0     | 0     | 0              | 0              | 0       | 0       | 4      | 0      |
| 2006/07         | Ajax              | Eredivisie      | 0          | 0          | 0     | 0     | 0              | 0              | 1       | 0       | 1      | 0      |
| 2006/07         | → Heracles (huur) | Eredivisie      | 31         | 1          | 1     | 1     | —              | —              | —       | —       | 32     | 2      |
| 2007/08         | Ajax              | Eredivisie      | 8          | 1          | 1     | 0     | 0              | 0              | 0       | 0       | 9      | 1      |
| 2007/08         | → Heracles (huur) | Eredivisie      | 11         | 2          | 2     | 1     | —              | —              | —       | —       | 13     | 3      |
| 2008/09         | Ajax              | Eredivisie      | 11         | 0          | 2     | 0     | 5              | 0              | —       | —       | 18     | 0      |
| 2009/10         | NAC Breda         | Eredivisie      | 30         | 1          | 4     | 0     | 6              | 0              | —       | —       | 40     | 1      |
| 2010/11         | NAC Breda         | Eredivisie      | 32         | 5          | 4     | 1     | —              | —              | —       | —       | 36     | 6      |
| 2011/12         | NAC Breda         | Eredivisie      | 32         | 6          | 1     | 0     | —              | —              | —       | —       | 33     | 6      |
| 2012/13         | FC Twente         | Eredivisie      | 28         | 2          | 0     | 0     | 11             | 3              | 0       | 0       | 39     | 5      |
| 2013/14         | FC Twente         | Eredivisie      | 16         | 0          | 1     | 0     | —              | —              | —       | —       | 17     | 0      |
| 2013/14         | Jong FC Twente    | Eerste divisie  | 5          | 0          | —     | —     | —              | —              | —       | —       | 5      | 0      |
| 2014/15         | FC Twente         | Eredivisie      | 30         | 0          | 4     | 0     | 2              | 0              | —       | —       | 34     | 0      |
| 2015/16         | FC Twente         | Eredivisie      | 23         | 0          | 0     | 0     | —              | —              | —       | —       | 23     | 0      |
| 2016/17         | SC Cambuur        | Eerste divisie  | 26         | 0          | 4     | 0     | 0              | 0              | 2       | 0       | 32     | 0      |
| 2017/18         | SC Cambuur        | Eerste divisie  | 37         | 0          | 4     | 0     | 0              | 0              | 2       | 0       | 43     | 0      |
| 2018/19         | SC Cambuur        | Eerste divisie  | 36         | 2          | 3     | 0     | 0              | 0              | 4       | 0       | 43     | 2      |
| Totaal carrière | Totaal carrière   | Totaal carrière | 360        | 20         | 31    | 3     | 24             | 3              | 9       | 0       | 422    | 26     |

Bijgewerkt op 22 juli 2021.

## Erelijst
Ajax
- KNVB beker: 1

2005/06
- Johan Cruijff Schaal: 1

2006
- Europees kampioenschap voetbal onder 21: 1

2007